# Ахалкалакі
Ахалкала́кі (груз. ახალქალაქი від нове місто; вірм. Ախալքալաք, Axalk’alakʼ) — невеличке місто Грузії з населенням 8 295 (на 2014 рік). Адміністративний центр Ахалкалакського муніципалітету, розташоване у регіоні Джавахетія на півдні країни, за 30 км від кордону з Туреччиною. Місто розташовано на краю Джавахетського вулканічного плато. 93,8 % міського населення складають вірмени. Місто перейшло під контроль Російської імперії від Османської імперії у ході Російсько-турецької війни 1828-1829. В Османській імперії було відоме як місто Ахелкелек. У радянські часи у місті розташовувалася 147-ма мотострілецька дивізія 9-ї армії Закавказького військового округу.

## Ландшафт
Місто розташоване між двома невеликими річками басейну Кури, які впадають одна в одну трохи північніше за містом. Ландшафт можна охарактеризувати як плоскогір'я.

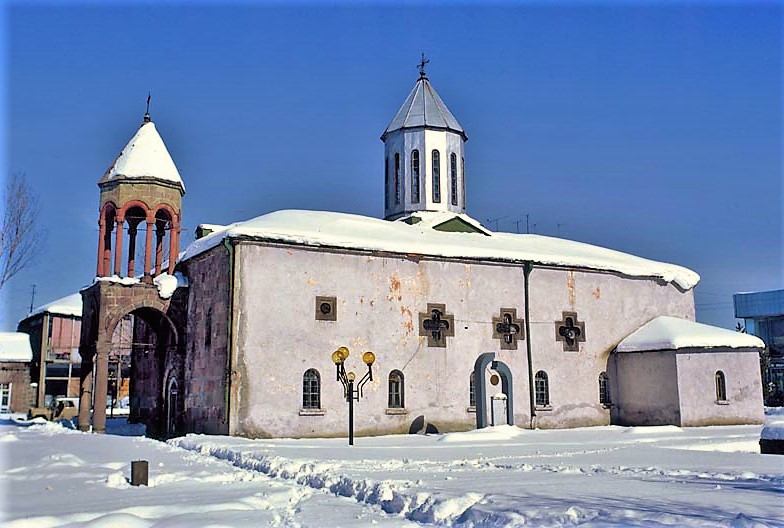
Вірменська церква у Ахалкалакі

На південний схід від міста розташований значних розмірів пагорб, який місцеві мешканці називають «Ташванка». Колись пагорб був покритий густим хвойним лісом, проте зараз він значно порідшав — його вирубали на дрова у 1990-ті роки. На північно-західному схилі «Ташванки» біля підніжжя знаходиться міське кладовище. Сонце в місті встає із-за гори Діді-Абулі (3 301 м над рівнем моря), розташованої на сході. Біля підніжжя г. Діді-Абулі знаходився гірський полігон «Абул» російської військової бази, яка в 2007 році була передана владі Грузії. Вся інфраструктура і життя міста побудоване навколо бази.
Біля підніжжя гори Діді-Абулі знаходяться села Бузавет і Абул, а на захід від них — село Картікамі. За горою Діді-Абулі знаходиться досить велике озеро Паравані, у якому водиться риба ряпушка. Уздовж озера лежать села Родіонівка й Тамбовка.

## Відомі люди
В місті народилися:
- Самунджан Євгенія Мартиросівна — український радянський онколог-ендокринолог.
- Воробйов Геннадій Петрович — український військовий. Генерал-полковник. З 18 листопада 2009 року по 17 січня 2014 року — Командувач Сухопутних військ Збройних Сил України.
- Свінарьов Віктор Володимирович (* 1953) — український живописець.
- Урбанський Ігор Анатолійович — український політик, член СПУ.

## Відео
- «Біле місто» реж. Арутюн Хачатрян[недоступне посилання з червня 2019] — студія «Вірменфільм», 1988
- «Ахалкалакі» [Архівовано 4 жовтня 2016 у Wayback Machine.]- слайд-шоу